# Samsung Galaxy S22
Samsung Galaxy S22 è una linea di smartphone con sistema operativo Android, realizzata e progettata dalla Samsung Electronics della serie  Samsung Galaxy S e presentata durante il Galaxy Unpacked il 9 febbraio 2022 assieme alla serie Galaxy Tab S8.

## Descrizione e storia
La linea Samsung Galaxy S22 comprende i modelli di punta Galaxy S22 e Galaxy S22+, che differiscono principalmente per le dimensioni di schermo e di peso, nonché un modello potenziato principalmente relativamente alla fotocamera, il Samsung Galaxy S22 Ultra 5G. Gli aggiornamenti chiave rispetto al modello precedente, oltre alle specifiche migliorate, includono un display con una frequenza di aggiornamento 120 Hz variabile, un display ancora più grande, da 6,8 pollici e più luminoso (fino a 1750 nits), una fotocamera frontale da 40 megapixel e una quadrupla fotocamera posteriore con il noto sensore da 108 megapixel con ultragrandangolare da 12 megapixel, obiettivo telescopico primario da 10 megapixel, altro obiettivo telescopico da 10 megapixel, per un'azione combinata da fino a 100x di zoom.
S22, S22+ e S22 Ultra 5G sono i 3 modelli successori dei Samsung Galaxy S21, S21+ e S21 Ultra usciti nel 2021, con qualche caratteristica ereditata anche dalla serie Galaxy Note.

## Design
Galaxy S22 e Galaxy S22+ sono quasi identici. Entrambi gli smartphone conservano il design della serie Galaxy S21 con angoli arrotondati e modulo fotografico posteriore che "avvolge" l'angolo sinistro. Anche la dotazione hardware tra S22 e S22+ è molto simile. Le principali differenze sono rappresentate dalla diagonale dello schermo e dalla capacità della batteria.
Il design del Galaxy S22 Ultra è ispirato a quello della serie Galaxy Note. Gli angoli sono netti e le parti superiore e inferiore sono piatte. In quella inferiore c'è l'alloggiamento per la stilo S Pen. Anche le specifiche sono migliori rispetto agli altri due modelli: schermo Dynamic AMOLED da 6,8 pollici con risoluzione Quad HD+ e refresh rate variabile fino a 120 Hz, processori Exynos 2200 e Snapdragon 8 Gen 1, 8/12 GB di RAM, 128/256/512 GB di storage, fotocamera frontale da 40 megapixel, fotocamere posteriori da 108, 12, 10 e 10 megapixel (standard, grandangolare, tele con zoom ottico 3x e tele con zoom ottico 10x)e batteria da 5.000 mAh.

## Specifiche

### Hardware
La linea S22 comprende tre modelli con specifiche hardware per ognuno.

### Software
Il sistena operativo di fabbrica è Android 12 con One UI 4.1.
Alla fine di ottobre 2022 iniziano a ricevere Android 13 con One UI 5.0.

#### Chipset
I modelli internazionali dell'S22 montano system-on-a-chip Samsung Exynos 2200, mentre i modelli statunitensi utilizzano lo Snapdragon 8 Gen 1.

#### Schermo
Il display del Galaxy S22 è da 6,1 pollici mentre quello del Galaxy S22+ è da 6,6 pollici, hanno una risoluzione di 2340 x 1080 pixel, rapporto d'aspetto 19,5:9, densità rispettivamente di 425 e 393 ppi; quello del Galaxy S22 Ultra è un display da 6,8 pollici ed ha una risoluzione schermo da 3088 x 1440 pixel, rapporto 19,3:9, 500 ppi.
Tutti i modelli utilizzano la tecnologia Dynamic AMOLED 2X.

#### Memoria
I modelli Galaxy S22 e Galaxy S22+ ha una memoria da 8 GB di RAM e 128/256 GB di memoria interna (di archiviazione), invece il Galaxy S22 Ultra ha una memoria da 8 GB/12 GB di RAM e 128 GB/256 GB/512 GB/1 TB di memoria interna (di archiviazione).

#### Fotocamera
I modelli Galaxy S22 e Galaxy S22+ hanno una fotocamera posteriore Samsung GN5 da 50 MP, ultra-grandangolare da 12 MP, teleobiettivo da 10 MP, anteriore da 10 MP, mentre il Galaxy S22 Ultra ha una fotocamera principale da 108 MP,  ultra-grandangolare da 12 MP, teleobiettivo da 10 MP (equivalente a 69 mm), teleobiettivo da 10 MP (equivalente a 230 mm), selfie da 40 MP.

#### Lettore d'impronte digitali
Il lettore d'impronte digitali a ultrasuoni sotto lo schermo è stato leggermente ingrandito rispetto alla generazione precedente.

#### Batteria
Galaxy S22, S22+ e S22 Ultra montano rispettivamente batterie da 3700 mAh, 4500 mAh, 5000 mAh e supportano la ricarica induttiva Qi fino a 15 W. La ricarica cablata è supportata tramite USB-C fino a 25 W per il modello base, fino a 45 W per S22+ e Ultra.

#### Connettività
Su tutte le versioni è stata implementata la tecnologia 5G, troviamo inoltre il Wi-Fi 6 (S22)/Wi-Fi 6E (S22+ e Ultra), Bluetooth 5.2 e l'NFC, inoltre l'ingresso per il jack audio da 3,5 mm è assente.

#### S-Pen
Il Samsung Galaxy S22 Ultra conta su una nuova S Pen, nettamente superiore in termini di prestazioni rispetto all’ultima vista sul Note 20 Ultra. In particolare, Samsung ha ridotto il ritardo degli input della S-Pen, portando la latenza ad appena 2.8 ms contro i circa 9 ms che caratterizzavano la precedente generazione.